# Saighton
Saighton – wieś i były civil parish w Anglii, w hrabstwie ceremonialnym Cheshire, w dystrykcie (unitary authority) Cheshire West and Chester, w civil parish Aldford and Saighton. W 2011 roku civil parish liczyła 202 mieszkańców. Saighton jest wspomniana w Domesday Book (1086) jako Saltone.